# Nevcehle
Nevcehle är en ort i Tjeckien.   Den ligger i regionen Vysočina, i den centrala delen av landet, 130 km sydost om huvudstaden Prag. Nevcehle ligger 589 meter över havet och antalet invånare är 250.
Terrängen runt Nevcehle är platt. Runt Nevcehle är det ganska tätbefolkat, med 65 invånare per kvadratkilometer. Närmaste större samhälle är Jihlava, 19,4 km norr om Nevcehle. I omgivningarna runt Nevcehle växer i huvudsak blandskog.